# Makimu
makimu（まきむ、1990年1月19日 - ）は、日本の元女性ファッションモデル、歌手である。かつてシャンデリアに所属していた。

## 略歴

### 生い立ち
東京都杉並区荻窪でフランス人の父と韓国人の血が入った母の間に生まれる。母は、医療機器関係会社の社長をしている。妹がいる。高校はインターナショナルスクールを卒業。短期大学で国際コミュニケーション学科を専攻し、時事英語を学ぶ。2011年にモデルを引退後、韓国語の勉強の為、祖母のいる韓国に留学。

### モデル活動
友人とファッションショーを見に行った時にスカウトされる。カットモデルとしてファッション雑誌『PINKY』『JJ』などに登場。その後は主にギャル系ファッション雑誌で活動し、『EDGE STYLE』の専属モデルを創刊号から務めていた。その他、『Popteen』『egg』『Ranzuki』などに読者モデルとして出演している。原宿コレクションなどショーにも出演。
2011年9月に韓国の俳優チャン・グンソクとの交際が報じられるが、9月7日付けの自身のブログで否定。また、『EDGE STYLE』の専属モデルも半年以上前に辞めており、現在は所属事務所との契約を解除し、一般人として生活していると明かした。公式ブログは閉鎖を宣言、Twitterも非公式設定にした。

### 音楽活動
2010年、Clefの2枚目のスタジオアルバム『Men's Clef』に収録された、同じ『EDGE STYLE』専属モデルのLieとの共演作「EDGELOVE -Clef Starring Lie & makimu-」で歌手デビュー。同アルバムからの2曲目の先行配信シングルとして発売された。

## 出演

### CM
- アディーレ法律事務所「かぐや姫編」

## 書籍

### 雑誌連載
- EDGE STYLE（双葉社、2010年）専属
- Popteen（角川春樹事務所）読者モデル

## ディスコグラフィ

### 参加作品
| 年     | 作品名                                | アルバム   | 備考                                           |
| ------ | ------------------------------------- | ---------- | ---------------------------------------------- |
| 2010年 | EDGELOVE -Clef Starring Lie & makimu- | Men's Clef | Clefの2枚目のアルバムの収録曲。Lieと共に参加。 |

### ミュージックビデオ
| 年     | ビデオ                                | 監督     |
| ------ | ------------------------------------- | -------- |
| 2010年 | EDGELOVE -Clef Starring Lie & makimu- | 丹羽孝友 |